# 가천천 (울산)
가천천(加川川)은 울산광역시 울주군 삼남읍 가천리의 공암저수지에서 발원하여 삼남면 중심지를 지나 동류하다가 울산광역시 울주군 삼남읍에서 태화강의 지류인 삼동천으로 흘러드는 강이다. 2009년 9월 17일 신불산 산악축과 이 강을 중심으로 Green & Blue Network를 구축해 친환경·에너지산업의 거점으로 개발중인 하이테크밸리 산업단지와 연계한 친환경 녹색도시로 조성될 예정이라고 밝혔다.